# FanDuel Sports Network Florida
Bally Sports Florida anciennement Fox Sports Florida est une chaîne de télévision sportive régionale américaine qui diffuse des événements sportifs dans l'État de la Floride et appartient à Diamond Sports Group. Sa programmation est aussi partagée avec Sun Sports lors de conflits d'horaire.
La chaîne est distribuée partout en Floride ainsi que dans la partie Sud de l'Alabama et de l'État de Géorgie.

## Programmation
La chaîne diffuse les matchs des équipes professionnelles suivantes :
- Rays de Tampa Bay (MLB)
- Marlins de Miami (MLB)
- Lightning de Tampa Bay (NHL)
- Panthers de la Floride (NHL)
- Heat de Miami (NBA)
- Magic d'Orlando (NBA)

ainsi que la couverture des conférences de sport collégiales suivantes :
- Big East Conference
- Atlantic Sun Conference
- Conference USA
- Atlantic Coast Conference